# Светослав Мінков
Светослав Мінков (болг. Светослав Константинов Минков; нар. 17 лютого 1902, Радомир, Болгарія — пом. 22 листопада 1966, Софія) — болгарський письменник, журналіст і перекладач.

## Біографія

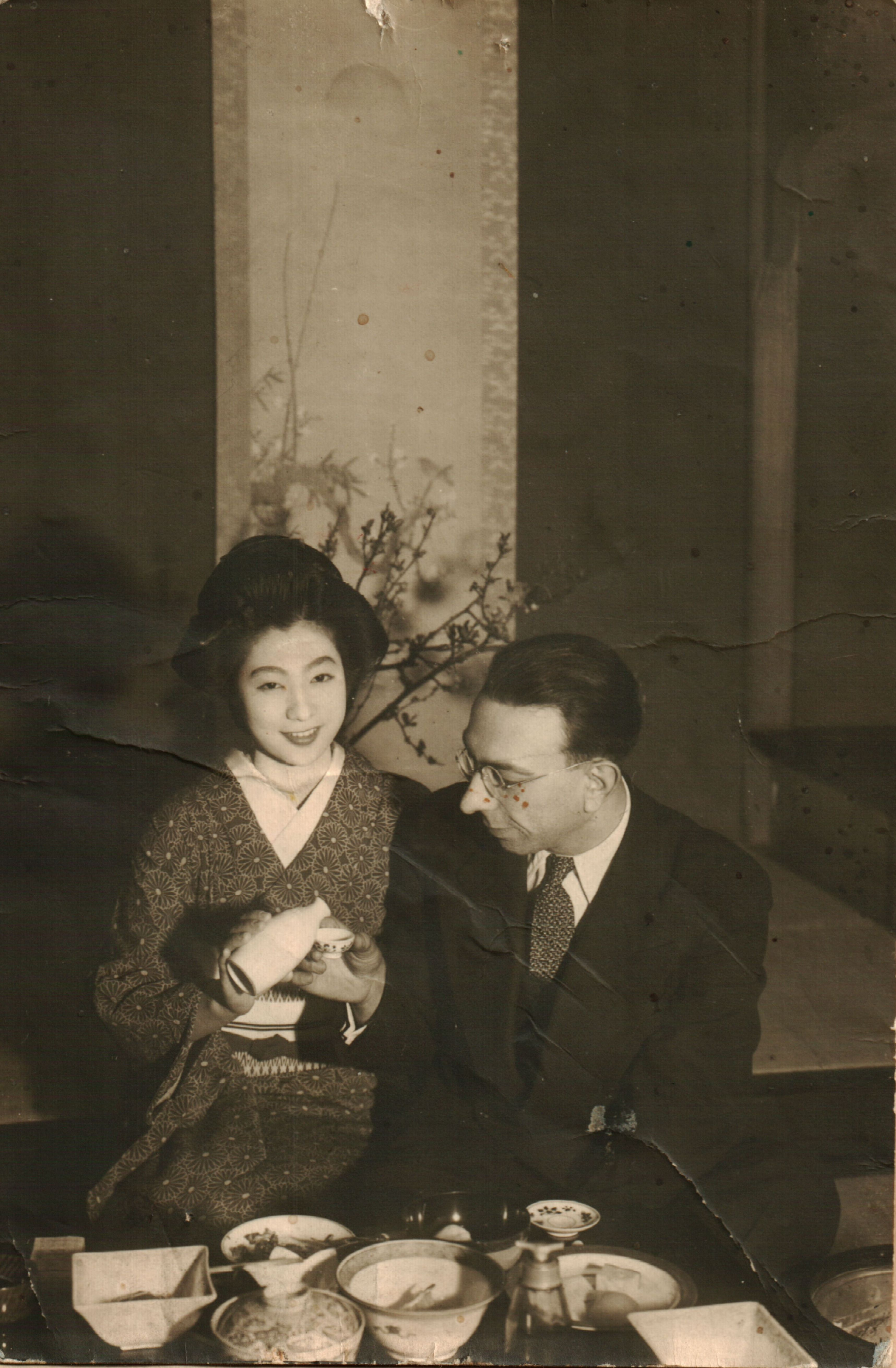
Светослав Мінков в Токіо, 1942–1943

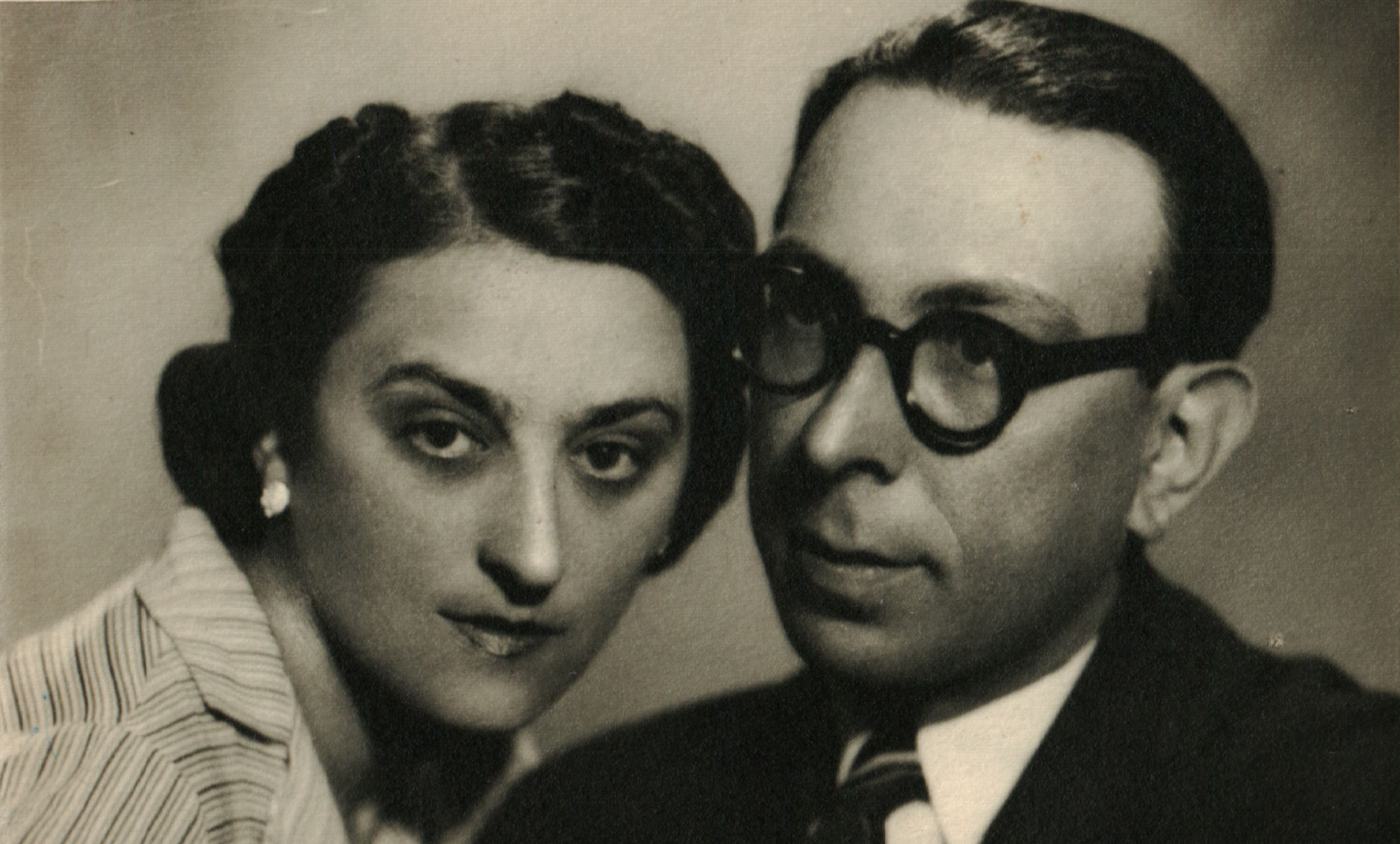
З дружиною в Токіо, 14 червня 1942

Народився 17 лютого 1902 в місті Радомир, виріс в родині полковника Константина Мінкова (1863-1918, уродженець Стамбулу) і його дружина Іванки Бенчевої (1868–1953). Був останньою, четвертою дитиною у своїх батьків.
Навчався в Софійському університеті. У ранніх оповіданнях проявився вплив декадентства. Але з початку 1930-х років став домінувати реалізм. Перекладав на болгарську казки Андерсена, романи Густава Майрінка «Голем», «Білий домініканець», а так само цикл «Тисяча і одна ніч». У 1954-1956 роках головний редактор (в 1956-1962 — редактор) у видавництві «Болгарський письменник».
Член Спілка болгарських письменників.
Лауреат Міжнародної премії миру болг. "Нексьо".

## Твори
- «Синята хризантема» (розповіді, 1922)
- «Часовник» (гротески, 1924)
- «Огнената птица» (чотири розповіді, 1927)
- «Игра на сенките» (1928)
- «Къщата при последния фенер» (1931)
- «Автомати» (неймовірні розповіді, 1932; 1935; 1947)
- «Сърцето в картонената кутия. Роман-гротеска в седем невероятни приключения» (1933; 1939; 1986)
- «Дамата с рентгеновите очи» (розповіді, 1934; 1945; 1946; 1982)
- «Чуднат касичка» по Андерсен) (1934; 1940)
- «Захарното момиче» (приказки, 1935)
- «Мадрид гори. История в телеграми за съпротивата на един град» (1936; 1945)
- «Маскираната лисица» (приказка, 1936, 1957; 1962; 1968; 1984; 1991)
- «Разкази в таралежова кожа» (1936, 1947)
- «Гост» (розповідь, 1938)
- "Другата Америка. Едно пътуване отвъд екватора (1938; 1943; 1946)
- "Желязната къщичка (1941)
- «Японската литература. Начало, развитие, представители» (1941)
- «Маймунска младост»(розповіді, 1942)
- «Лъв и жаба»(1943)
- «Лунатин» (гумористичні розповіді, 1945)
- «Избрани произведения» (1947)
- «Колет от Америка» (розповіді та фейлетони, 1950)
- «Империя на глада» (1952; 1956)
- «Месечно» (1954)
- «Отвъд океана» (розповіді, 1954)
- «Избрани произведения» (1955)
- «Цар Безсънко» (приказки, 1956; 1972; 1973)
- «Призракът от Кандари» (розповіді, 1959)
- «Бракоразводно сражение» (розповіді, 1960)
- «Избрани произведения в 2 т.» (1962)
- «Патент САС» (чотири розповіді, 1963)
- «Как гарджето стана певец» (приказка, 1965)
- «Снежният човек и врабчето» (1965)
- "Паноптикум «Лайхенвалд» (розповіді, 1966)
- «Избрани разкази» (1967)
- «Джуджето Тинтирин» (приказка, 1968)
- «Приказки» (1971; 1977)
- «Алхимия на любовта» (вибрані розповіді, 1972)
- «Съчинения в 2 т.» (1972)
- «Разкази, пътеписи» (1976)